# Halazone
L'halazone (acido 4-(diclorosulfmoil)benzoico) è un composto chimico di formula C7H5Cl2NO4S, talvolta riportata come (HOOC)(C6H4)(SO2)(NCl2). Un sinonimo è acido p-sulfondicloroammidobenzoico, mentre nomi commerciali comuni sono Pantocide e Zeptabs. In passato è stato uno dei principali agenti disinfettanti per l'acqua. L'odore ricorda molto quello del cloro.

## Utilizzi

### Seconda guerra mondiale

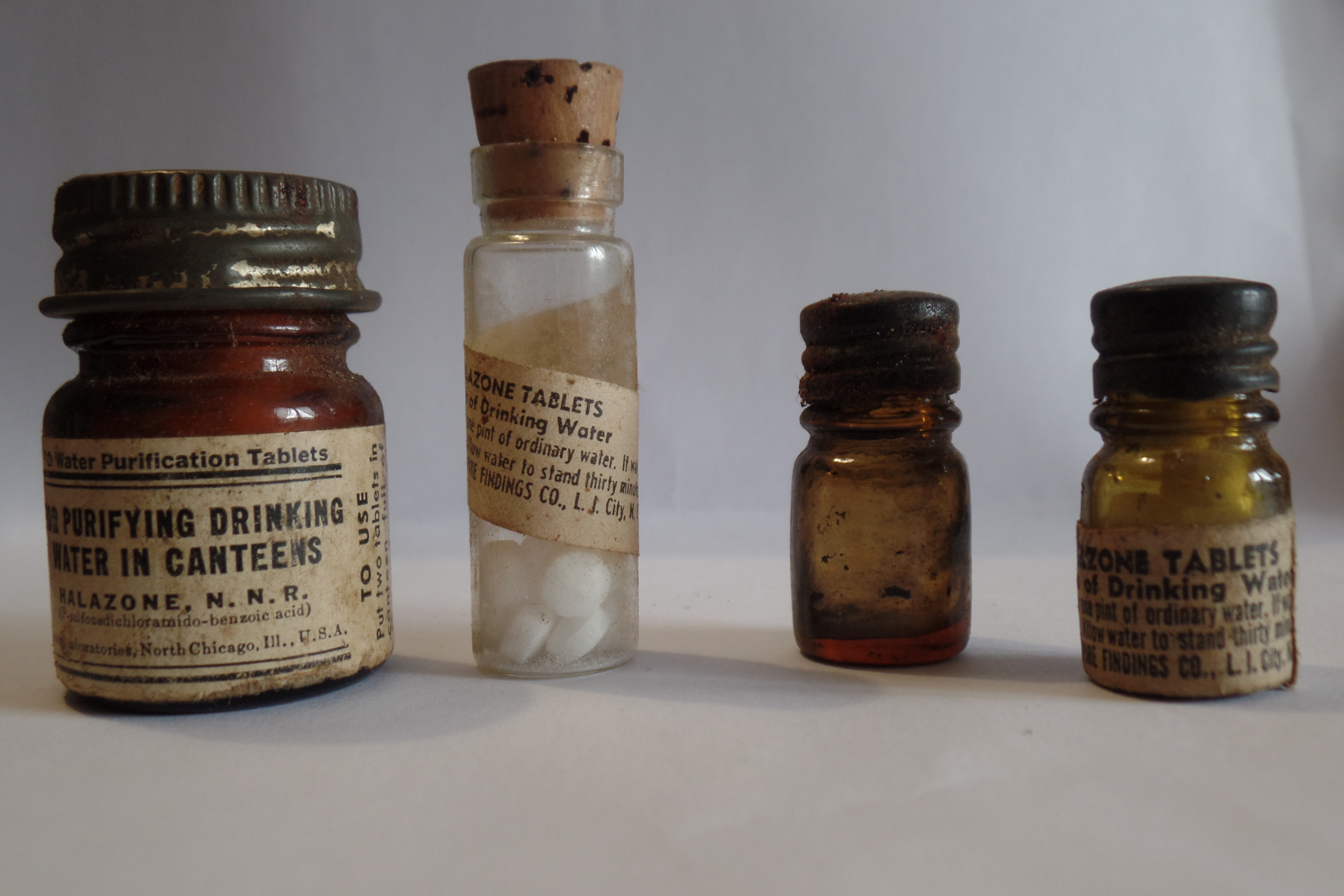
Pasticche di halazone distribuite ai soldati americani nel 1944-1945

Nel secolo scorso l'halazone, venduto in pastiglie, serviva principalmente per disinfettare l'acqua da bere. Il dosaggio tipico era di 4 mg/L. Le pastiglie si sono diffuse maggiormente anche in Europa durante la Seconda guerra mondiale, quando le truppe statunitensi se ne servivano per purificare l'acqua. I flaconi di halazone erano accessori comuni nelle razioni C americane, destinate all'alimentazione dei soldati.
Almeno tre soldati USA su 4 bevevano acqua precedentemente trattata con halazone. In molti, però, restavano diffidenti perché spesso l'acqua non aveva il caratteristico sapore di "pulito". Si hanno anche resoconti di soldati che contrassero infezioni o diarrea nonostante l'utilizzo del composto.
Il problema dell'halazone riguarda la sua brevissima scadenza una volta aperta la confezione (in genere due-tre giorni), mentre le pasticche a base di iodio possono essere utilizzate anche a tre mesi dall'apertura. Per questo impiego l'halazone è stato sostituito dal dicloroisocianurato di sodio.

### Altri impieghi
Soluzioni diluite di hazalone (da 4 a 8 ppm in contenuto di cloro libero) erano utilizzate anche per disinfettare le lenti a contatto oppure come spermicida. Il composto, infine, funge da antimicrobico atipico e da inibitore dell'anidrasi carbonica II.

## Meccanismo
L'halazone agisce da disinfettante principalmente grazie all'acido ipocloroso (HClO) che viene rilasciato per idrolisi dei legami cloro-azoto quando il prodotto (solitamente in forma di pastiglie) viene disciolto in acqua.
(R1)(R2)NCl + H2O → HOCl + (R1)(R2)NH
L'acido ipocloroso è un potente ossidante e agente clorurante, in grado di distruggere o comunque denaturare molti composti organici, rendendo l'acqua, di conseguenza, maggiormente potabile.

## Produzione
L'halazone si può preparare tramite clorurazione dell'acido p-sulfonammidobenzoico, oppure per ossidazione della diclorammina-T con il permanganato di potassio in ambiente debolmente alcalino.